# Винченцо Ланча
Виченцо Ланча (на италиански: Vincenzo Lancia) е италиански автомобилен състезател и предприемач, създател на автомобилната компания Ланча.

## Биография
Винченцо е роден на 24 август 1881 г. в село Фобело, разположено в провинция Верчели, Италия, в семейството на Джузепе Ланча, заможен предприемач, натрупал състояние в Аржентина с производство на консервирани храни. Той е най-малкото от четирите деца в семейството (има още двама братя и една сестра).
В детството си Винченцо показва добри математически умения, но резултатите в училище са слаби. Желанието на баща му е той да стане или счетоводител или адвокат, но младежът е запленен от машините и създадените автомобили.
Впоследствие става чирак на Джовани Черано, вносител на велосипеди от Торино, а в брошура на компанията, издадена през 1898 г. Винченцо дори е обявен за счетоводител на фирмата. Скоро той усъвършенства уменията си в инженеринга, проектирането и изработката на машини и агрегати, работи с голямо търпение, упоритост и решителност. В резултат започва самостоятелно да се справя със сериозни проблеми.
През февруари 1899 г. Винченцо Ланча е изпратен да помогне на граф Карло Бискарети ди Руфия, който притежава един Бенц. Двамата бързо стават приятели. Това познанство придобива значение по-късно в кариерата му, тъй като Винченцо получава кредит от графа за предстоящия му бизнес, а последният дори проектира познатото лого на компанията през 1911 г.
Когато е на 19 години, Ланча става главен инспектор в големия производител на автомобили от Торино – ФИАТ, а същевременно е и тест пилот на компанията. Неговото умело управление на автомобилите впечатляват шефовете на ФИАТ и скоро той е поканен да управлява състезателен автомобил ФИАТ, като първият му успех идва през 1900 г. още във второто му състезание. Въпреки пилотските си качества, често изпитва механични проблеми. Любимец на публиката на състезанията Vanderbilt Cup Races през 1905 и 1906 г.
Първата кола, която създава е построена през 1907 г., притежава двигател с 12 к.с., и е обозначена като Alfa, а на основата на този модел по-късно са създадени „Ламбда“ и „Aprilia“.

## Смърт
Умира от инфаркт на 15 февруари 1937 година, на 55-годишна възраст в Торино, точно преди „Aprilia“ да бъде пусната в серийно производство. Той е погребан в родното Фобело.
Съпругата му Адел и техният син Джани Ланча продължават управлението на компанията (1937 – 1955).